# Tempo di dimezzamento della conoscenza
Il tempo di dimezzamento della conoscenza è la quantità di tempo che deve trascorrere prima che metà della conoscenza o dei fatti in una determinata disciplina venga superata o smentita. Questi termini appartengono al campo dell'analisi quantitativa della scienza nota come scientometria.
L'idea di tempo di dimezzamento applicato a diversi campi differiscono dal concetto fisico in quanto non vi è alcuna garanzia che la conoscenza o i fatti nelle aree di studio si riducano in modo esponenziale. Non è chiaro se esista un modo per stabilire cosa costituisce "conoscenza" in una particolare area, al contrario di semplice opinione o teoria.
Poiché la conoscenza scientifica decuplica ogni 50 anni, ciò significa che metà di ciò che gli scienziati potrebbero aver saputo di un particolare argomento sarà errato o obsoleto in 45 anni.
Una laurea in ingegneria è passata dall'avere un tempo di dimezzamento di 35 anni attorno al 1930 a circa 10 anni nel 1960.
Donald Hebb stimò che il tempo di dimezzamento della psicologia fosse di cinque anni

## Invenzione
Il concetto di "tempo di dimezzamento della conoscenza" è attribuito a Fritz Machlup (1962).
Analogamente, il "tempo di dimezzamento dei fatti" è stato coniato da Samuel Arbesman, un matematico e studioso di Harvard presso la Fondazione Kaufmann.